# Ñuflo de Chaves
Pour les articles homonymes, voir Chaves.
 (octobre 2018).
Si vous disposez d'ouvrages ou d'articles de référence ou si vous connaissez des sites web de qualité traitant du thème abordé ici, merci de compléter l'article en donnant les références utiles à sa vérifiabilité et en les liant à la section « Notes et références ».
Ñuflo de Chaves ou Ñuflo de Chávez (1518-septembre 1568) était un explorateur et conquistador espagnol, surtout connu pour avoir fondé la ville de Santa Cruz de la Sierra, dans l'actuelle Bolivie. Il introduisit le nom de Chiquitos, en évoquant les petites portes des maisons de paille dans lesquelles vivait la population autochtone de  "La grande Chiquitania, une vaste contrée des plaines isolées de l'est du département de Santa Cruz.

## Biographie
Ñuflo de Chaves naquit et grandit dans le petit village espagnol de Santa Cruz de la Sierra (« Sainte-Croix de la Montagne »), à quelque 12 km au sud de Trujillo, dans la région d'Estrémadure, en Espagne.
Il s'engagea dans l'armée et se rendit en Amérique du Sud. En 1544, à Asuncion, dans l'actuel Paraguay, il participa à la révolte contre le gouverneur espagnol Álvar Núñez Cabeza de Vaca. Il contribua à la nomination de Domingo Martínez de Irala comme gouverneur et prépara une expédition vers Charcas (actuellement Sucre). En 1557, il prépara une expédition pour conquérir les terres des Jarayes et atteignit l'actuel État brésilien du Mato Grosso, où il pensait trouver des mines d'or.
En 1561, il s'installa dans la partie sud du bassin de l'Amazone avec un groupe de colons et y fonda la ville de Santa Cruz de la Sierra, lui donnant le nom de son village natal en Espagne. Ñuflo de Chaves s'installa dans sa nouvelle ville avec sa famille et fut le premier Européen à introduire des chèvres et des moutons dans la région. Il trouva la mort au cours d'un conflit avec les indiens Itatines en 1568. 
Quelques années plus tard, la localité qu'il avait fondée fut déplacée vers une nouvelle position à 220 km plus à l'ouest en raison de la persistance de conflits avec les indigènes.
Aujourd'hui, la province de Ñuflo de Chávez, dans le département bolivien de Santa Cruz porte son nom.